# Yutan
Yutan és una població dels Estats Units a l'estat de Nebraska. Segons el cens del 2000 tenia 1.216 habitants.

## Demografia
Segons el cens del 2000, Yutan tenia 1.216 habitants, 406 habitatges, i 319 famílies. La densitat de població era de 998,9 habitants per km².
Dels 406 habitatges en un 45,1% hi vivien nens de menys de 18 anys, en un 63,1% hi vivien parelles casades, en un 11,8% dones solteres, i en un 21,4% no eren unitats familiars. En el 17,7% dels habitatges hi vivien persones soles el 7,1% de les quals corresponia a persones de 65 anys o més que vivien soles. El nombre mitjà de persones vivint en cada habitatge era de 3 i el nombre mitjà de persones que vivien en cada família era de 3,43.
Per edats la població es repartia de la següent manera: un 35% tenia menys de 18 anys, un 8,1% entre 18 i 24, un 31,8% entre 25 i 44, un 17,8% de 45 a 60 i un 7,3% 65 anys o més.
L'edat mediana era de 32 anys. Per cada 100 dones de 18 o més anys hi havia 92,7 homes.
La renda mediana per habitatge era de 44.844 $ i la renda mediana per família de 52.273 $. Els homes tenien una renda mediana de 36.310 $ mentre que les dones 25.850 $. La renda per capita de la població era de 16.675 $. Aproximadament l'1,9% de les famílies i el 2,6% de la població estaven per davall del llindar de pobresa.

## Poblacions més properes
El següent diagrama mostra les poblacions més properes.